# Weltervikt i boxning vid olympiska sommarspelen 1996
Resultat från boxning vid olympiska sommarspelen 1996 och herrarnas weltervikt. Boxarna vägde under 67 kg. Tävlingarna arrangerades i Alexander Memorial Coliseum.

## Medaljörer
| Klass      | Guld                   | Silver                       | Brons                       |
| Weltervikt | Oleg Saitov · Ryssland | Juan Hernández Sierra · Kuba | Daniel Santos · Puerto Rico |
| Weltervikt | Oleg Saitov · Ryssland | Juan Hernández Sierra · Kuba | Marian Simion · Rumänien    |

## Resultat

### Första omgången
| Första Rundan                 | Första Rundan  | Första Rundan              |
| Vinnare                       | Resultat       | Förlorare                  |
| ----------------------------- | -------------- | -------------------------- |
| Hasan Al (DEN)                | RSCI-3 (02:31) | Rogelio Martínez (DOM)     |
| Sergiy Dzindziruk (UKR)       | 20-10          | Jangphonak Parkpoom (THA)  |
| Fernando Vargas (USA)         | 10-4           | Tengiz Meskhadze (GEO)     |
| Marian Simion (ROU)           | 13-6           | Hussein Bayram (FRA)       |
| Vadim Mezga (BLR)             | 11-6           | Lucas Sinoia (MOZ)         |
| Juan Hernández Sierra (CUB)   | RSC-2 (01:48)  | József Nagy (HUN)          |
| Nurzhan Smanov (KAZ)          | RSC-2, 1:42    | Lynden Hosking (AUS)       |
| Abdul Rasheed (PAK)           | 12-7           | Jesús Flores (MEX)         |
| Oleg Saitov (RUS)             | 11-1           | Cahit Sume (TUR)           |
| Ho-Jo Bae (KOR)               | 11-7           | Guillermo Saputo (ARG)     |
| Vitalijus Karpačiauskas (LTU) | 9-1            | Hassan Mzonge (TAN)        |
| Kamel Charter (TUN)           | 4-4 tie break  | Hercules Kyvelos (CAN)     |
| Nariman Atayev (UZB)          | 15-10          | Ashira Evans (KEN)         |
| Nourbek Kassenov (KGZ)        | 11-2           | Shane Heaps (TON)          |
| Kabil Lahsen (MAR)            | 18-9           | Luis Hernandez (ECU)       |
| Daniel Santos (PUR)           | RSC-1 (02:54)  | Ernest Atangana Mboa (CMR) |

### Andra omgången
| Första Rundan               | Första Rundan | Första Rundan                 |
| Vinnare                     | Resultat      | Förlorare                     |
| --------------------------- | ------------- | ----------------------------- |
| Hasan Al (DEN)              | 10-4          | Sergiy Dzinziruk (UKR)        |
| Marian Simion (ROU)         | 8-7           | Fernando Vargas (USA)         |
| Juan Hernández Sierra (CUB) | 12-2          | Vadim Mezga (BLR)             |
| Nurzhan Smanov (KAZ)        | 13-9          | Abdul Rasheed (PAK)           |
| Oleg Saitov (RUS)           | 9-5           | Ho-Jo Bae (KOR)               |
| Kamel Chater (TUN)          | RSC-1 (01:16) | Vitalijus Karpačiauskas (LTU) |
| Nariman Atayev (UZB)        | 11-7          | Nourbek Kassenov (KGZ)        |
| Daniel Santos (PUR)         | 16-4          | Kabil Lahsen (MAR)            |

### Kvartsfinaler
| Första Rundan               | Första Rundan | Första Rundan        |
| Vinnare                     | Resultat      | Förlorare            |
| --------------------------- | ------------- | -------------------- |
| Marian Simion (ROU)         | 16-8          | Hasan Al (DEN)       |
| Juan Hernández Sierra (CUB) | 16-8          | Nurzhan Smanov (KAZ) |
| Daniel Santos (PUR)         | 28-15         | Nariman Atayev (UZB) |
| Oleg Saitov (RUS)           | 9-3           | Kamel Chater (TUN)   |

### Semifinaler
| Första Rundan               | Första Rundan | Första Rundan       |
| Vinnare                     | Resultat      | Förlorare           |
| --------------------------- | ------------- | ------------------- |
| Juan Hernández Sierra (CUB) | 20-7          | Marian Simion (ROU) |
| Oleg Saitov (RUS)           | 13-11         | Daniel Santos (PUR) |

### Final
| Första Rundan     | Första Rundan | Första Rundan               |
| Vinnare           | Resultat      | Förlorare                   |
| ----------------- | ------------- | --------------------------- |
| Oleg Saitov (RUS) | 14-9          | Juan Hernández Sierra (CUB) |